# Thiago dos Santos Costa
Thiago dos Santos Costa (født 28. februar 1983) er en brasiliansk fodboldspiller.
Han har spillet for flere forskellige klubber i sin karriere, herunder Ehime FC.